# Onda quadra
In teoria dei segnali e in elettronica l'onda quadra è un segnale composto da un'alternanza regolare di due valori che sono equivalenti al segnale elettrico utilizzato nei circuiti digitali. I due livelli possono essere messi in corrispondenza con i due stati logici 0 e 1.
Nel caso di un segnale elettrico, un'onda quadra è composto da due livelli di tensione. Esempio tipico di onde quadre sono i segnali digitali, in cui il tempo di transizione dal livello basso a quello alto, detto "fronte di salita" (rise time), e da quello alto a quello basso, detto "fronte di discesa" (fall time), è molto breve ed è determinato dal grado di velocità di commutazione del transistor impiegato nel circuito in analisi. Anche se il componente preposto alla commutazione è un circuito integrato o un circuito ibrido, questa funzione viene comunque effettuata da uno o più transistor: nel primo caso questi sono integrati nel die, nel secondo, sono assemblati sul supporto del componente ibrido.

## Descrizione

### Onda quadra ideale e reale

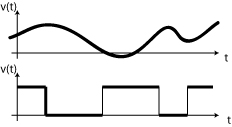
Esempio di segnale analogico in alto e di segnale digitale in basso.

L'onda quadra perfetta mostrata in figura è in realtà un'idealizzazione matematica che nella realtà fisica dei segnali generati da apparati elettronici non esiste poiché il rumore sempre presente in tali apparati e nel canale di trasmissione la farà "fluttuare". Soprattutto è fisicamente impossibile, dalla relatività speciale, che le transizioni da uno stato fisico (valore logico) all'altro siano istantanee ovvero con velocità di transizione infinita. Quindi anche un segnale digitale reale è in realtà a rigore un segnale di tipo analogico e i fronti di salita e discesa saranno in definitiva delle rampe caratterizzate da un tempo di salita maggiore di zero. Tuttavia quel che conta nell'analisi di tali segnali, e di conseguenza nell'elettronica digitale, è che le fluttuazioni dell'onda quadra siano limitate in ampiezza di modo che non si abbia perdita di informazione ovvero le fluttuazioni non sono sufficientemente ampie da far interpretare erroneamente i due diversi stati fisici possibili (alto e basso) su cui costruire una logica binaria d'interesse (ad es. l'Algebra di Boole) che è poi quella utilizzata nei sistemi elettronici di elaborazione digitali.

### Caratteristiche in frequenza

Animazione che mostra come un'onda quadra viene ottenuta dalla somma di armoniche. Nel pannello in basso sono mostrate le armoniche nel dominio della frequenza

Per quanto riguarda le caratteristiche nel dominio della frequenza, per le onde quadre sono rilevanti le armoniche successive alla fondamentale; nel caso particolare di un'onda quadra avente duty cycle pari al 50% si può facilmente conoscerne la consistenza e l'ampiezza: sono presenti infatti esclusivamente le armoniche dispari, e in particolare la terza con ampiezza pari a un terzo della fondamentale, la quinta armonica con ampiezza pari ad un quinto della fondamentale, e così via.
Usando le serie di Fourier, si può scrivere:
{\displaystyle {\begin{aligned}\psi _{\mathrm {quadra} }(t)&{}={\frac {4}{\pi }}\sum _{n=0}^{\infty }{\sin {\left((2n+1)2\pi ft\right)} \over (2n+1)}\\&{}={\frac {4}{\pi }}\left(\sin(2\pi ft)+{1 \over 3}\sin(6\pi ft)+{1 \over 5}\sin(10\pi ft)+\cdots {}\right).\end{aligned}}}

### Generatori di onde quadre
Il circuito più semplice per generare un'onda quadra è costituito da una porta invertente (NOT) dotata di funzione trigger di Schmitt, un condensatore e un resistore. Un componente tipico per questa funzione può essere rappresentato dal 40106 facente parte della serie 4000.
La caratteristica più difficile da ottenere in un'onda quadra non è il valore di frequenza o il valore di tensione, bensì la velocità nella transizione di livello e la successiva stabilizzazione in tempi molto brevi per ridurre l'oscillazione smorzata di assestamento al termine della transizione di livello (overshot e undershot): questa oscillazione è dovuta al fatto che la larghezza di banda di questi strumenti non è infinita e quindi non è possibile ricostruire l'onda quadra con tutte le sue armoniche (fenomeno di Gibbs); per ottenere elevate prestazioni sono impiegati solitamente circuiti custom e transistor selezionati.
Un esempio di questi strumenti è il generatore di segnali PG506 del costruttore Tektronix, utilizzato negli anni 80 e 90 e ormai fuori produzione; venne progettato espressamente per la calibrazione degli amplificatori verticali degli oscilloscopi e la frequenza dell'onda quadra generata era limitata a 1 MHz, con un rise time inferiore ad 1 ns con tempo di assestamento molto breve. Queste caratteristiche erano necessarie per poter eseguire la calibrazione della risposta all'impulso, delicata operazione manuale consistente nella regolazione di trimmer capacitivi su più stadi del circuito, di cui l'ultimo determina la banda passante dell'amplificatore e il cui valore era prossimo ad 1 GHz sia per alcuni mainframe, come per alcune plug-in dello stesso costruttore.
I generatori utilizzati più comunemente sono i "generatore di impulsi" o i "generatore di funzioni" o di forme d'onda. Il primo è specifico per questo tipo di onda, permette di variarne il duty cycle e la pendenza del fronte di salita e del fronte di discesa indipendentemente; il secondo è meno specifico e di solito permette meno interventi sul segnale generato, ma è più versatile potendo fornire anche altre forme d'onda, come la sinusoide o il dente di sega. Questi generatori permettono anche di spostare l'offset del segnale; ovvero, mentre in un circuito logico il segnale varia da 0 (massa del circuito) a 1 (tensione di alimentazione), il comando dell'offset permette di spostare lo zero verso una tensione negativa oppure positiva, ovvero avere per esempio un'onda quadra di ampiezza 5 volt, in cui lo zero è posto a -8 volt e l'uno a -3 volt, in questo caso il segnale ha un offset negativo di 8 volt.
Per applicazioni più sofisticate si utilizzano strumenti detti "sintetizzatori di segnale" o anche "generatori di forma d'onda arbitraria", basati su digital signal processor (processori di segnali digitali); questi strumenti sono in grado di generare una forma d'onda con tutti i parametri completamente controllabili.

## Applicazioni
Le onde quadre, grazie alla loro ricchezza di armoniche, vengono anche utilizzate nel progetto e nello studio degli amplificatori ad alta fedeltà e per la verifica delle loro prestazioni. Infatti tra le caratteristiche tecniche di questi apparecchi è importante lo slew rate che indica la velocità del fronte di salita e di discesa di un'onda quadra sull'uscita del circuito finale espressa in volt per microsecondo. Benché gli amplificatori audio non vengano impiegati per amplificare onde quadre, questo dato è significativo per conoscere le doti di velocità dello stadio finale dello strumento in risposta alle variazioni del segnale in ingresso; la banda passante di uno stadio amplificatore è direttamente dipendente dal valore di slew rate dei componenti attivi impiegati.
L'onda quadra è utilizzata anche per la verifica e la calibrazione degli amplificatori verticali degli oscilloscopi, delle sonde di corrente ad effetto Hall, dei frequenzimetri e di altri strumenti, nonché durante la progettazione di circuiti logici.
Nelle telecomunicazioni la grande ampiezza di banda occupata dall'onda quadra la rende svantaggiosa nelle comunicazioni specie se la banda passante del canale è piuttosto limitata, come per esempio nelle radiocomunicazioni, in quanto limita l'efficienza della multiplazione in frequenza di più segnali su un'unica portante cioè limita l'efficienza spettrale del sistema. Si preferisce dunque ricorrere a tecniche di modulazione e demodulazione numerica per convertire un segnale digitale in un segnale analogico meno ampio in banda e adattato al canale e viceversa come di fatto si fa nelle trasmissioni digitali. L'onda quadra tuttavia può essere utilizzata nelle comunicazioni cablate in fibra ottica grazie all'ampia banda passante di questo mezzo trasmissivo.